# Großsteingrab Ganløse Ore 2
Das Großsteingrab Ganløse Ore 2 ist eine megalithische Grabanlage der jungsteinzeitlichen Nordgruppe der Trichterbecherkultur im Kirchspiel Ganløse in der dänischen Kommune Egedal.

## Lage
Das Grab liegt ostnordöstlich von Ganløse im Südwesten des Waldgebiets Ganløse Ore. In der näheren Umgebung gibt bzw. gab es zahlreiche weitere megalithische Grabanlagen.

## Forschungsgeschichte
Im Jahr 1942 führten Mitarbeiter des Dänischen Nationalmuseums eine Dokumentation der Fundstelle durch. 1982 erfolgte eine weitere Dokumentation.

## Beschreibung
Die Anlage besitzt eine nordwest-südöstlich orientierte längliche Hügelschüttung mit einer Länge von 14 m, einer Breite von 7,5 m und einer maximalen Höhe von 0,7 m. Eine steinerne Umfassung ist nicht erkennbar. Am gesamten Südwestrand des Hügels zieht sich eine bis zu 0,4 m tiefe Abgrabung entlang.
Am Südende des Hügels befinden sich die Reste einer Grabkammer. Erhalten sind zwei im rechten Winkel zueinander stehende Steine und 2 m nordwestlich davon eine Grube mit einer Länge von 3 m, einer Breite von 2,5 m und einer Tiefe von 0,5 m. In der Grube wurde Feuerstein-Grus festgestellt. Der genaue Grabtyp lässt sich nicht sicher bestimmen.